# Maximum Homerdrive
«Maximum Homerdrive» —«Máximo Homer-esfuerzo» en España y «Homero trabaja demasiado» en Hispanoamérica—  es el decimoséptimo episodio de la décima temporada de Los Simpson. Se emitió por primera vez en la cadena Fox en Estados Unidos el 28 de marzo de 1999. En él, Homer reta al camionero Red Barclay a un concurso de comer carne, del que Barclay es el campeón desde hace mucho tiempo. Barclay gana, pero muere rápidamente de «intoxicación por carne de vacuno», convirtiéndose en la primera vez que Barclay pierde un envío. Sintiéndose mal por él, Homer asume la tarea de transportar el cargamento de Barclay a Atlanta, con su hijo Bart a su lado.
Fue escrito por John Swartzwelder y dirigido por Swinton O. Scott III. Aunque el primer borrador del episodio fue escrito por Swartzwelder, el equipo de guionistas se dividió en dos grupos para centrarse tanto en la historia A como en la historia B. El episodio contiene referencias al cómico Tony Randall, a la modelo Bettie Page y a la película de ciencia ficción 2001: A Space Odyssey, entre otras cosas. El episodio también presenta la primera aparición del Señor Ding-Dong, que más tarde se convertiría en un personaje recurrente de la serie.
En su emisión original, obtuvo una audiencia de 7,8 puntos Nielsen entre los adultos de 18 a 49 años, la más alta de la serie desde «Wild Barts Can't Be Broken». Variety atribuyó el aumento de audiencia al estreno de Futurama, que se emitió después de «Maximum Homerdrive». Tras el lanzamiento en vídeo doméstico de la décima temporada, el episodio recibió críticas dispares.

## Trama
Los Simpson salen a cenar a un nuevo asador cuya existencia protesta Lisa, donde Homer entra en un desafío con un camionero llamado Red Barclay. Homer y Red compiten para ver quién puede comerse antes el filete de 16 libras, «Sir Loin-a-Lot». Red gana el desafío, pero muere envenenado por la carne según el Dr. Hibbert. Homer decide terminar la última entrega de Red y se lleva a Bart con él, dejando atrás al resto de la familia. Marge decide comprar un timbre musical que toca la canción «(They Long to Be) Close to You». Después de instalarlo, a pesar de la insistencia de Marge en que deberían dejar que las visitas tocaran primero, Lisa hace sonar el timbre. Sin embargo, el timbre empieza a funcionar mal y reproduce repetidamente la canción.
Mientras tanto, Homer se queda dormido y se despierta bruscamente al volante del camión debido a la ingesta tanto de pastillas estimulantes —que son de tal potencia que el Congreso está «cayendo sobre sí mismo en Washington para prohibir estas cosas»— como de somníferos que compró en un almacén de ramos generales. Al despertarse, descubre que el camión conducía solo con su sistema Navitron Autodrive. Se lo comunica a otros camioneros, que le dicen que no puede dejar que nadie conozca el sistema Autodrive porque todos los camioneros perderían su trabajo. Sin embargo, Homer se lo cuenta a un autobús que pasa por allí. De vuelta en Springfield, el intento de Marge de cortar los cables del timbre de la puerta fracasa, ya que Homer cambió sus herramientas por golosinas. Ella arranca un cable, lo que hace que el timbre suene más rápido y más fuerte, molestando al vecindario.
Mientras tanto, una turba enfurecida de camioneros se enfrenta a Homer, y éste sobrevive sin el sistema de autopropulsión. Homer y Bart llegan a Atlanta para terminar el envío a tiempo, y luego toman un tren a Springfield. De vuelta a la casa de los Simpson, la mascota de la tienda de timbres, el Señor Ding-Dong, aparece y utiliza su látigo para silenciar el timbre.

## Producción

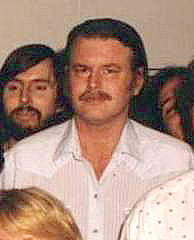
John Swartzwelder (en la foto) escribió el episodio.

«Maximum Homerdrive», originalmente llamado “Homer the Trucker”, fue escrita por John Swartzwelder y dirigida por Swinton O. Scott III, director de Los Simpson. Se emitió originalmente en la cadena Fox en Estados Unidos el 28 de marzo de 1999. El concurso de comer carne que se ve al principio del episodio fue concebido por el guionista Donick Cary durante una presentación de la historia, según el guionista y productor ejecutivo Matt Selman. Al reescribir el episodio, el equipo de guionistas se dividió en dos grupos, de manera que uno escribió la historia A y el otro la B. Después del segundo acto, los guionistas se quedaron «atascados», como recuerda el productor ejecutivo y antiguo showrunner de la serie Mike Scully en los comentarios del DVD del episodio. Finalmente, el guionista y coproductor ejecutivo George Meyer propuso la idea de que los camioneros tuvieran «un dispositivo secreto que condujera por ellos», llamado Navi-Tron Auto-Drive System.
Para animar el camión de Barclay en «Maximum Homerdrive», Scott compró una maqueta de camión, en la que también basó el diseño del camión de Barclay. Según el consultor de storyboards Mike B. Anderson, los camiones del episodio fueron muy difíciles de animar, ya que los animadores no tenían acceso a ordenadores en aquella época. En una escena de El matadero, se muestra a un empleado matando a varias vacas con una pistola de perno cautivo, sin embargo, no se muestra la muerte de las vacas. Originalmente, los guionistas querían mostrar la muerte de las vacas, pero cuando Scott vio la escena en los guiones gráficos, el equipo decidió que las muertes fueran «indirectas». Durante el concurso de comer carne, Homer queda exhausto y ve a dos vacas que sostienen copas de vino, que aparecen como figuras «onduladas». Para conseguir el efecto «ondulado», los animadores colocaron un vaso ondulado en los fotogramas y lo movieron mientras rodaban la escena. Tras el concurso, Barclay muere «envenenado por carne de vacuno». Los censores de la Fox no estaban de acuerdo con incluir cualquier mención al «envenenamiento por carne de vacuno» en el episodio, ya que la presentadora del programa de entrevistas Oprah Winfrey había sido demandada recientemente por «algunos ganaderos de Texas» por difamar a la industria de la carne de vacuno. En una escena del episodio, Homer compra un bote de pastillas «Stimu-Crank» para mantenerse alerta mientras conduce durante la noche. Se traga todas las pastillas de una vez, para consternación del dependiente. Homer responde: «No hay problema, lo compensaré con un bote de somníferos», y procede a tragarse un bote entero de somníferos. Según Scully, los censores tuvieron «muchos problemas» con la escena, pero se incluyó de todos modos.
Cuando Homer enciende la radio del camión, se escucha la canción «Wannabe» de las Spice Girls. Originalmente, se oía una «canción de camioneros» sobre «un horrible accidente en la vieja 95». La canción, cantada por Dan Castellaneta, miembro del reparto principal, incluía menciones a «rascar sangre y vísceras de la carretera» y finalmente se descartó porque el equipo la consideró demasiado truculenta. Más tarde, la canción se incluyó como escena eliminada en la caja de DVD The Simpsons - The Complete Tenth Season. Mientras cenan en Joe's Diner, se escucha «12 Bar Blues» de NRBQ en una gramola. Según el productor Ian Maxtone-Graham, la melodía del timbre del episodio «tiene una historia con Los Simpson», ya que también es la canción de boda de Homer y Marge. «Maximum Homerdrive» presenta la primera aparición del Señor Ding-Dong, que es un personaje recurrente en la serie. Está interpretado por Castellaneta, que también interpreta a Homer entre otros personajes de la serie. Red Barclay, el camionero que muere «envenenado» en El matadero, fue interpretado por Hank Azaria, miembro habitual del reparto y voz de Moe Szyslak, entre otros personajes de la serie. La voz de Barclay está ligeramente basada en la del actor estadounidense Gary Busey. Los dos testigos de Jehová son Pamela Hayden y Karl Wiedergott.

## Temática y referencias culturales
En Voyages of Discovery: A Manly Adventure in the Lands Down Under, un libro sobre aventuras y masculinidad, Ken Ewell describió «Maximum Homerdrive» como un «buen ejemplo» de «la falta de perspicacia viajera del pobre hombre». Escribió: «La ineptitud habitual de Homer al principio supone un desastre para el dúo, al menos hasta que descubren el sistema de conducción automática del camión. Y aunque promete mantener el dispositivo en secreto, Homer no puede mantener la boca cerrada, por lo que expone vergonzosamente al mundo su comportamiento poco hábil con respecto a los compañeros». Así que, dado que Homer, una vez más, no aprende absolutamente nada de su experiencia viajera, sólo puede tomarse a pecho los pensamientos del escritor británico Stephen Fry. A mi edad, viajar ensancha el trasero».
En la calcomanía del camión de Homer se lee «Rex Rascal», una referencia al animador estadounidense Tex Avery. En el restaurante de estaca, se puede ver una foto del actor y cómico Tony Randall junto a la foto de Barclay. La postal de Homer, en la que se lee «Wish you were her» (Ojalá fueras ella), muestra una foto de la modelo estadounidense Bettie Page. En la escena en la que Homer conduce el camión de Barclay hacia el convoy, el sistema de conducción automática Navi-Tron dice «Me temo que no puedo dejarte hacer esto, Red. El riesgo es inaceptable». La frase, al igual que la del sistema Navi-Tron Auto-Drive, es una referencia a HAL 9000, el antagonista de la película de ciencia ficción de 1968 2001: A Space Odyssey. El episodio también hace referencia al magnate de los medios de comunicación Ted Turner, con un cartel que reza «Atlanta: el hogar de los cambios de humor de Ted Turner».

## Lanzamiento y recepción
En su emisión original en los Estados Unidos el 28 de marzo de 1999, «Maximum Homerdrive» recibió un 9,4 de rating/15 por ciento de share, según Nielsen Media Research, lo que significa que fue visto por el 9,4 por ciento de la población y el quince por ciento de las personas que veían la televisión en el momento de su emisión. Entre los adultos de 18 a 49 años, el episodio recibió un 7,8 de rating/20 por ciento de share, el rating más alto de Los Simpson en ese grupo demográfico desde «Wild Barts Can't Be Broken», emitido el 17 de enero del mismo año. Tom Bierbaum de Variety atribuyó el aumento de audiencia al estreno de Futurama, que se emitió después de «Maximum Homerdrive», escribiendo que «el avance de Futurama del domingo dinamizó toda la programación de Fox» esa noche. El 7 de agosto de 2007, «Maximum Homerdrive» salió a la venta como parte de la caja de DVD The Simpsons - The Complete Tenth Season. Matt Groening, Mike Scully, George Meyer, Ian Maxtone-Graham, Ron Hauge, Matt Selman, Swinton O. Scott III y Mike B. Anderson participaron en el comentario de audio del DVD del episodio.
Tras su estreno en vídeo doméstico, «Maximum Homerdrive» recibió críticas dispares. James Plath, de DVD Town, la describió como «divertida», y Brian Tallerico de UGO Networks lo consideró uno de los mejores episodios de la temporada, describiéndolo como «una comedia de carretera impresionante». Warren Martyn y Adrian Wood, autores del libro I Can't Believe It's a Bigger and Better Updated Unofficial Simpsons Guide, también hicieron una crítica positiva del episodio, escribiendo: «La vida del camionero, popularizada en el éxito de 1976 de C. W. McCall "Convoy", cobra vida aquí en todo su esplendor. Por una vez, Homer tiene razón y no puedes evitar animarle cuando los camioneros fracasan estrepitosamente en su intento de impedir que llegue a Atlanta». Concluyen escribiendo: «Una bonita historia de unión para Homer y Bart que es diametralmente opuesta a la protagonizada por Marge y Lisa». Por otro lado, Colin Jacobson de DVD Movie Guide escribió: «Aunque sólo sea eso, "Homerdrive" toma caminos imprevistos. El concurso de comida lleva a un largo viaje en camión que lleva a ese "impactante secreto". Todo esto hace que la serie consiga ser bastante impredecible». Sin embargo, mantuvo que el episodio es sólo «esporádicamente» divertido, y que «nunca sobresale en ese departamento — al menos no en términos de la historia del camionero». Disfrutó más de la historia B del episodio, por su «absurdidad», sin embargo criticó la inclusión de Gil en el episodio, calificando al personaje de «cada vez más sobreutilizado». Jake McNeill de Digital Entertainment News también dio al episodio una crítica mixta, escribiendo que «podría haber sido un episodio bastante decente si no fuera por el hecho de que algo similar se hizo (y se hizo mejor) en King of the Hill».